# Водосброс

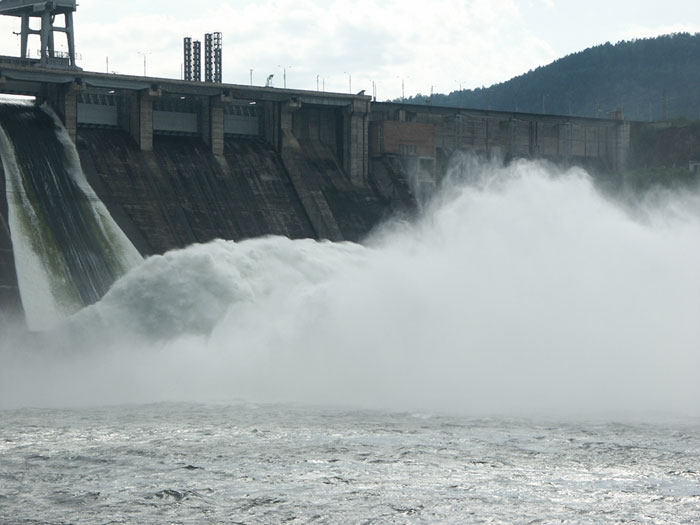
Сброс воды на Красноярской ГЭС. Открыт только один затвор водосбросной плотины

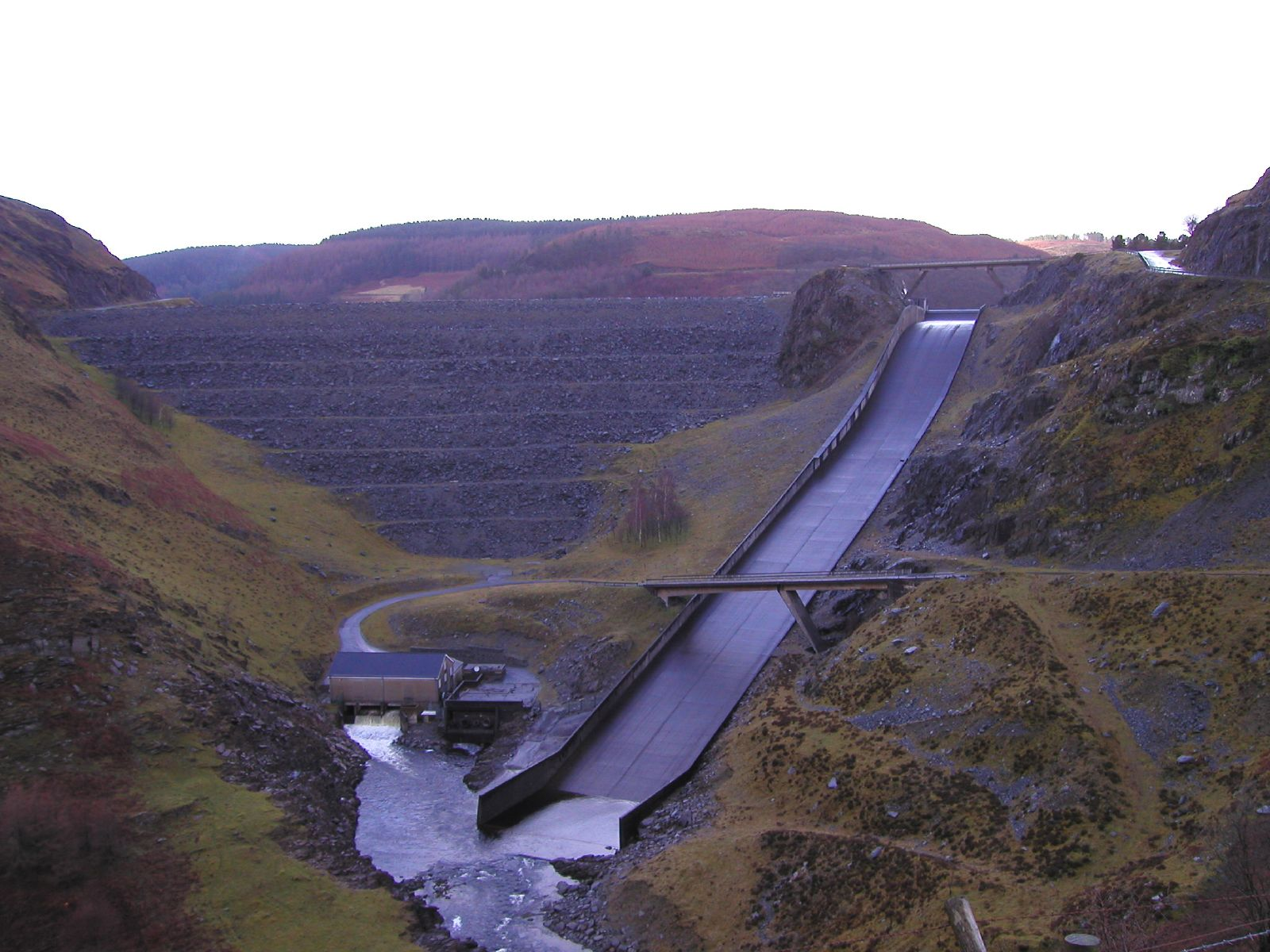
Береговой водоспуск (справа) при гравитационной плотине в гидроузле

Водосброс, водослив — гидротехническое сооружение, предназначенное для сброса излишней (паводковой) воды из водохранилища, а также для полезных пропусков воды в нижний бьеф. Сброс воды осуществляется в случае угрозы переполнения водохранилища из-за паводка, сильных дождей и т. п. Исключение — водосливная плотина, на которой слив воды осуществляется постоянно.

## Классификация водосбросов
Различаются 2 типа водосбросов — контролируемые и неконтролируемые.
- водосброс с затвором — пропускная способность водосброса регулируется специальными затворными механизмами.
- водосброс автоматического действия — пропускная способность водосброса не регулируется и зависит только от уровня воды в водохранилище. Сброс воды через этот тип сооружений автоматически начинается при превышении уровня воды в водохранилище над устьем водосброса.

## Сопутствующие термины
Другие часто используемые названия водосброса и сопутствующие термины:
- Водоспуск — другое название.
- Водосливная плотина — плотина, предназначенная для пропуска воды путём перелива через её гребень.
- Водосливная поверхность — поверхность конструкции водослива, по которой непосредственно происходит слив воды.
- Водосливной носок — выступ в конце водосливной поверхности, при сходе с которого струя воды свободно сбрасывается в нижний бьеф или сопрягается с ним с помощью гидравлического прыжка.
- Грань водослива — наивысшая линия гребня водослива.
- Гребень водослива — верхняя часть водослива.